# Galidictis
Galidictis là một chi động vật có vú trong họ Eupleridae, bộ Ăn thịt. Chi này được I. Geoffroy Saint-Hilaire miêu tả năm 1839. Loài điển hình của chi này là Mustela striata I. Geoffroy Saint-Hilaire, 1837 (= Viverra fasciata Gmelin, 1788) by original designation.

## Các loài
Chi này gồm các loài: